# Turistická značená trasa 0856
 Turistická značená trasa č. 0856 měří 6,8 km a spojuje obec Ružomberok a Horský hotel Malina v pohoří Velká Fatra na Slovensku.

## Průběh trasy
Trasa ve svém začátku prochází částí města Ružomberok, od kostela Sedmibolestné Panny Márie vystoupá na bradlo Veľká skala (výhled), a pokračuje už mírnějším stoupání na nejvyšší vrchol hřebenu Sidorovo. Odtud prudce sklesá k rozcestí Vlkolínské lúky. Mírným stoupáním pak dojde k horskému hotelu Malina (stanice lanové dráhy).
| Km  | Místo                       | Navazující a křižující trasy | Souřadnice                      | Nadm. výška  |
| --- | --------------------------- | ---------------------------- | ------------------------------- | ------------ |
| 0,0 | Ružomberok - nám. A. Hlinku | 5600, 2718                   | 49°4′53″ s. š., 19°18′10″ v. d. | 485 m n. m.  |
| 1,6 | Kalvária                    | 2718                         | 49°4′28″ s. š., 19°17′8″ v. d.  | 612 m n. m.  |
| 3,5 | Veľká skala                 |                              | 49°3′34″ s. š., 19°16′44″ v. d. | 911 m n. m.  |
| 5,0 | Sidorovo                    |                              | 49°2′47″ s. š., 19°16′44″ v. d. | 1099 m n. m. |
| 5,9 | Vlkolínské lúky             | 2718, 8613                   | 49°3′ s. š., 19°16′22″ v. d.    | 820 m n. m.  |
| 6,8 | Horský hotel Malina         |                              | 49°3′10″ s. š., 19°15′55″ v. d. | 980 m n. m.  |

## Galerie

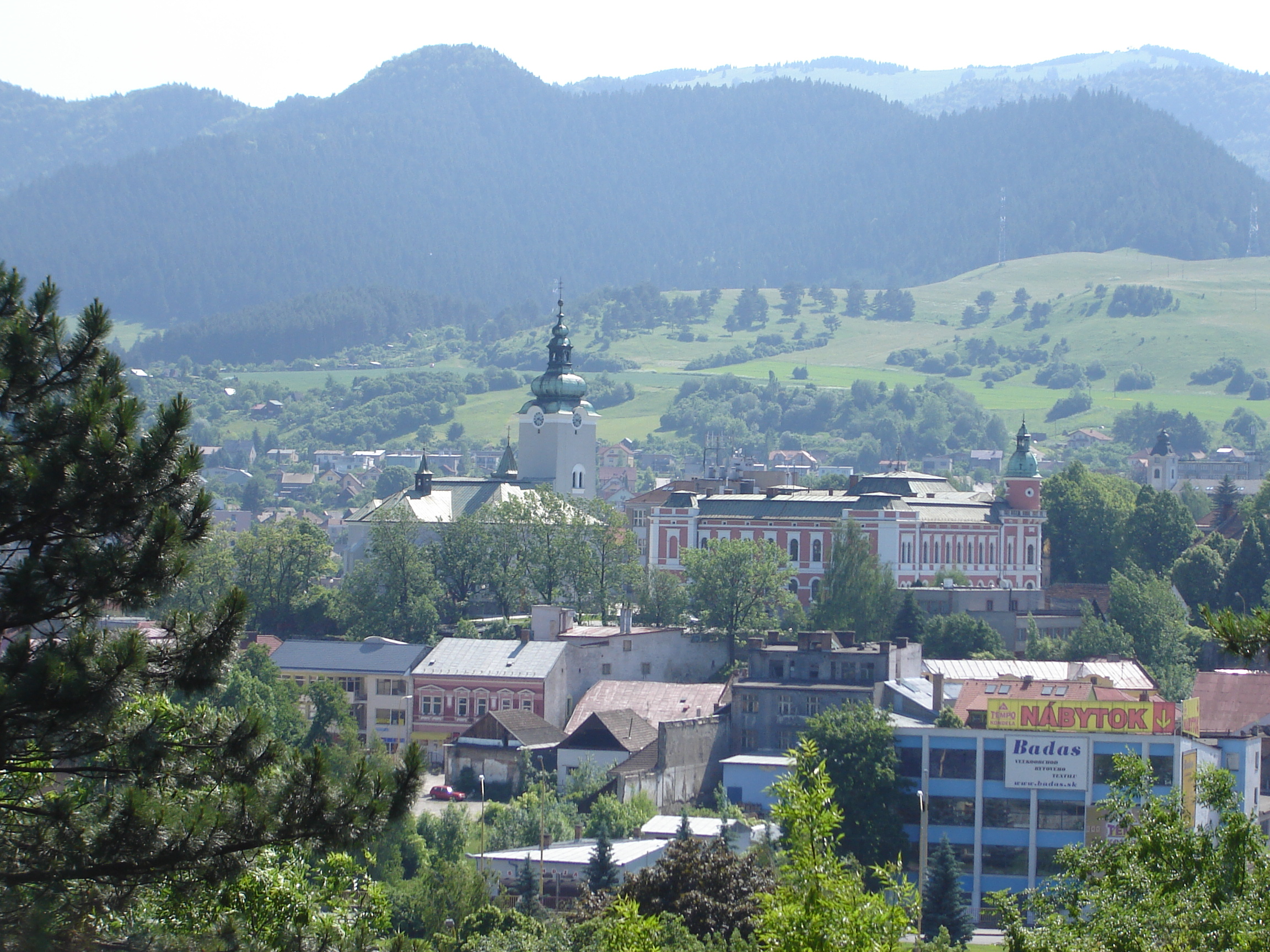
Ružomberok
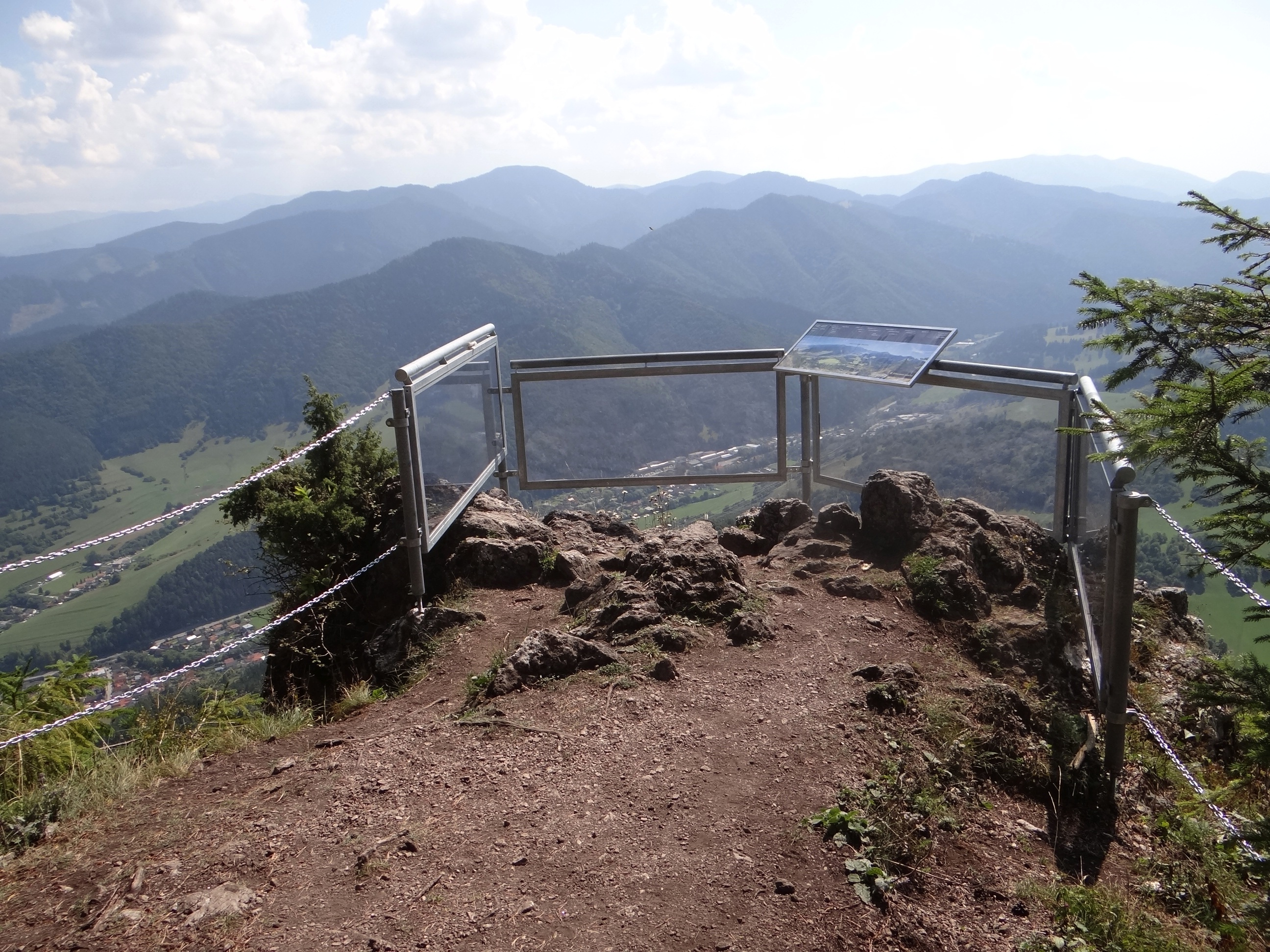
vyhlídka Sidorovo
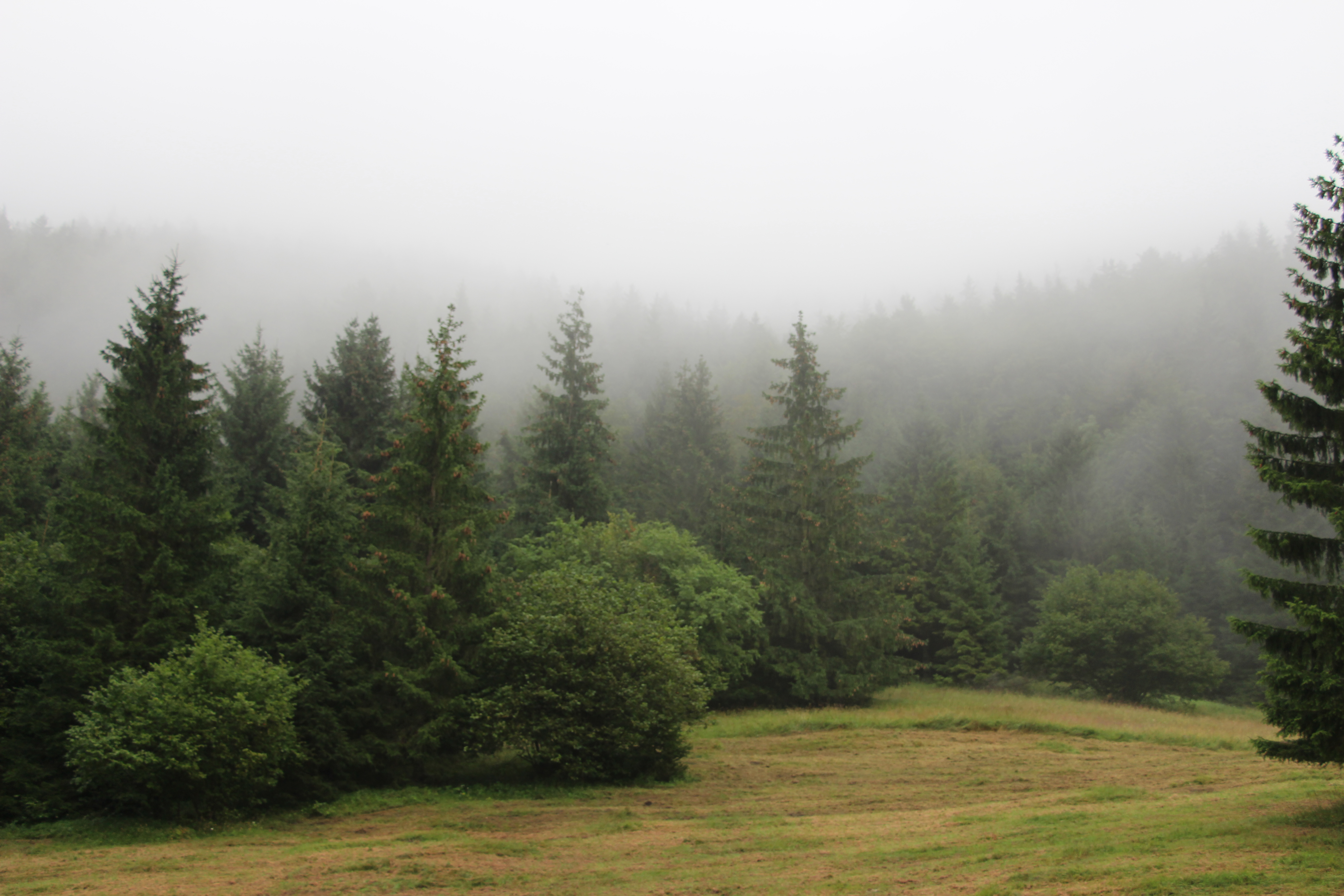
Vlkolínské lúky
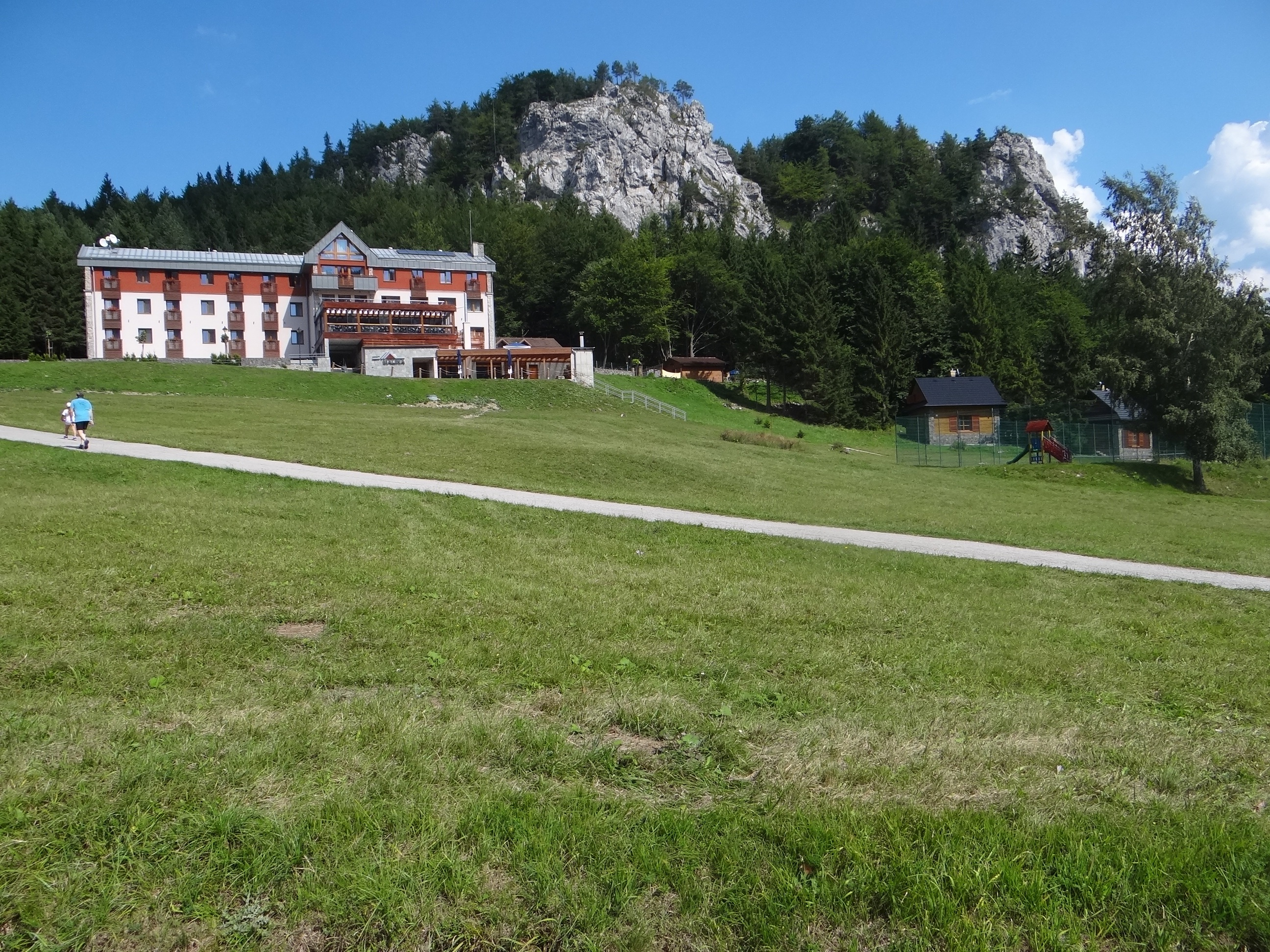
hotel Malina